# Dankort
Dankort（ダンコート）は、デンマークのデビットカードシステム。

## 概要
デンマークでは、銀行や地域に依らない全国レベルの決済システムとして利用されている。
2015年までにDankortカードは通算580万枚が発行されており、 公式発表では2015年の1枚あたりの平均決済回数は209回である。
1983年にデンマークの銀行連盟BOKISによって構築され、サービスを開始した。当初、運営は北欧の決済サービス事業者であるネッツが行っていたが、2001年には独立企業Dankort A/Sが設立され、運営権が移管されている。
大規模なマーケットストアのチェーン店のみでなく、個人商店など、デンマークに存在する店舗のほぼ全てで使用できる。成人しているデンマーク国籍保有者のほぼ全員がDankortを所有していると言われている。また、デンマーク国籍保有者以外でもデンマークの個人識別番号であるCPR（Central Persons Registration）番号を取得し、デンマーク国内で一定の収入が継続する見込みを提示すれば、自身のメインバンクからDankortを発行してもらうことができる。
Dankortは銀行口座と連結されていることから、商品購入時に現金を受け取ることもできる。例えば、20クローネの商品を購入する際に、支払に300クローネを指定すれば、商品と280クローネの現金を釣銭として受け取ることができる。
2017年にはスマートホンでモバイル決済を行うためのアプリが公開された（Android、iPhone）。